# 촛불당
촛불당(크메르어: គណបក្សភ្លើងទៀន, UNGEGN: Kônâbâks Phleung Tiĕn, ALA-LC: Gaṇapaks Bhloeng Dian [keanapaʔ pʰləːŋ tiən])은 캄보디아의 자유주의 정당이다. 이 당은 아시아 자유민주연맹, 자유주의 인터내셔널, 민주당 동맹 소속이었다. 캄보디아 최대 야당이자 집권 캄보디아 인민당의 주요 도전자이다. 중국 공산당의 유일한 경쟁 야당이었던 당은 이전에 2022년 지방선거에 참가를 허가받았음에도 불구하고 중앙선거관리위원회에 의해 2023년 선거 출마 자격을 박탈당했다. 2012년부터 활동하지 않았던 당은 2021년 10월 정치 활동을 재개했다.
1995년 크메르민족당으로 창당된 이 정당은 1998년 삼랭시당으로 이름을 바꿨고, 2018년 촛불당으로 이름을 바꿨다. 이 정당은 현재 집권 캄보디아인민당의 공식 야당이다. 2008년 국회의원 선거에서 연정 파트너인 FUNCINPEC이 쇠퇴한 이후 촛불당은 이제 캄보디아에서 두 번째로 큰 정당이자 가장 큰 야당으로 간주된다. 1998년 선거에서 국회 123석 중 15석, 2003년 선거에서 24석, 2008년 선거에서 26석을 차지했다. 공산당은 2006년 상원 선거에서 2석을 차지했다. 2009년에는 민주변화운동에서 인권당과 공식적으로 동맹을 맺었다.
2008년에는 당 활동가인 투옷 사론(Tuot Saron)이 "불법 감금의 공범자"라는 혐의로 체포되었다. 휴먼 라이츠 워치(Human Rights Watch)와 국제앰네스티(Amnesty International)를 포함한 국제인권단체들은 이번 혐의가 다른 SRP 활동가들을 위협하려는 정치적 동기의 시도라고 설명했다. 투옷 사론은 왕실 사면령에 따라 2010년 11월 26일 석방되었다. 2024년 7월, 테아브 반놀 촛불당 대표는 캄보디아 정부를 외국 언론에 '명예훼손'한 혐의로 60억 리엘(약 150만 달러)의 벌금을 물었다.

## 같이 보기
- 자유주의
- 자유민주주의